# Lijst van burgemeesters van Waadhoeke
Dit is een lijst van burgemeesters van de Nederlandse gemeente Waadhoeke in de provincie Friesland.
| Ambtsperiode | Naam burgemeester   | Partij of stroming | Bijzonderheden                                                  |
| ------------ | ------------------- | ------------------ | --------------------------------------------------------------- |
| 2018         | Hayo Apotheker      | D66                | waarnemend burgemeester                                         |
| 2018 - 2025  | Marga Waanders      | PvdA               | op 11 maart 2025 per direct gestopt wegens ongeneeslijke ziekte |
| 2025 - heden | André van de Nadort | PvdA               | waarnemend burgemeester                                         |